# Congrès universel d'espéranto de 1921
Pour un article plus général, voir Congrès universel d'espéranto.
Le congrès universel d’espéranto de 1921 est le 13e congrès universel d’espéranto, organisé en août 1921, à Prague à l'époque en Tchécoslovaquie. 